# West Barns
West Barns ist eine schottische Ortschaft in der Council Area East Lothian. Sie liegt etwa zwei Kilometer westlich des Zentrums von Dunbar und 40 km östlich von Edinburgh. 2011 lebten 583 Personen in West Barns.
West Barns liegt direkt nördlich der A1, die Newcastle mit Edinburgh verbindet. Der nächstgelegene Bahnhof befindet sich in Dunbar. Zwischen 1798 und 1833 war West Barns Standort einer Whiskybrennerei namens West Barns. Die Brennerei wurde nach ihrer Schließung in eine Brauerei umgewandelt.